# ماریون (میشیگان)
ماریون (به انگلیسی: Marion) یک منطقهٔ مسکونی در ایالات متحده آمریکا است که در شهرستان اوسکئولا، میشیگان واقع شده‌است. ماریون ۳٫۴۴ کیلومتر مربع مساحت و ۷۸۹ نفر جمعیت دارد و ۳۳۵ متر بالاتر از سطح دریا واقع شده‌است.